# Dorcus bhaskarai
Dorcus bhaskarai es una especie de coleóptero de la familia Lucanidae.

## Distribución geográfica
Habita en Indonesia.